# Cmentarz żydowski w Chodkowie
Cmentarz żydowski w Chodkowie – kirkut społeczności żydowskiej niegdyś zamieszkującej Bodzanów w sąsiadującym z nim Chodkowie. Powstał w 1938. Ma powierzchnię 0,3 ha. Został zniszczony podczas II wojny światowej i nie zachowały się na nim nagrobki. Na zbiorowej mogile znajdującej się na cmentarzu stoi pomnik.
Podczas II wojny światowej na terenie nekropolii pochowano 13 Polaków straconych w egzekucji przeprowadzonej przez hitlerowców w dniu 18 września 1942 roku. Ich ciała ekshumowano wiosną 1945 roku. 
Cmentarz zlokalizowany przy polnej drodze przy nadajniku telefonii komórkowej, nieoznaczony, bez macew, porośnięty krzakami. Jest miejscem składowania śmieci.
Cmentarz został formalnie zamknięty uchwałą prezydium Wojewódzkiej Rady Narodowej z 15 września 1964 r. W tym czasie cmentarz pozostawał bez opieki, bez ogrodzenia i porośnięty chwastami.